# Malek Qoẕāt
Malek Qoẕāt (persiska: ملک قضات, Molk-e Qoẕāt) är en ort i Iran.   Den ligger i provinsen Östazarbaijan, i den nordvästra delen av landet, 600 km nordväst om huvudstaden Teheran. Malek Qoẕāt ligger 1 304 meter över havet och antalet invånare är 169.
Terrängen runt Malek Qoẕāt är kuperad österut, men västerut är den bergig. Runt Malek Qoẕāt är det ganska glesbefolkat, med 27 invånare per kvadratkilometer. Närmaste större samhälle är Līlāb, 7,2 km öster om Malek Qoẕāt. Trakten runt Malek Qoẕāt består i huvudsak av gräsmarker.